# Motorcykel

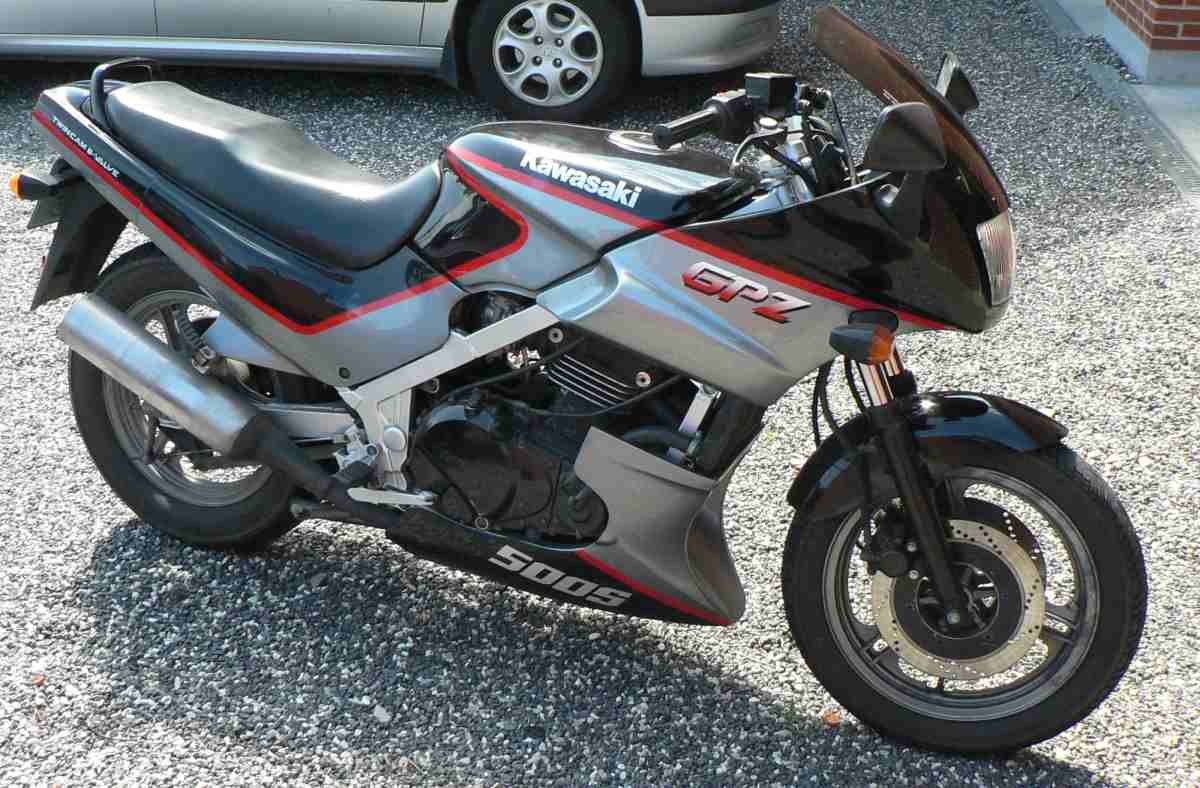
Kawasaki EX500A1 från 1988.

En motorcykel, ofta förkortat mc, är ett motorfordon med två, tre eller fyra hjul. Motorcyklar delas in i lätta och tunga motorcyklar; mycket lätta motorcyklar kan benämnas moped. Motorcyklar används som transportmedel, som hobbyfordon och som tävlingsredskap inom motorcykelsport. De äldsta motorcyklarna är från slutet av 1800-talet.
För last- eller persontransport kan en sidvagn monteras på vissa tvåhjuliga motorcyklar. 

## Historia

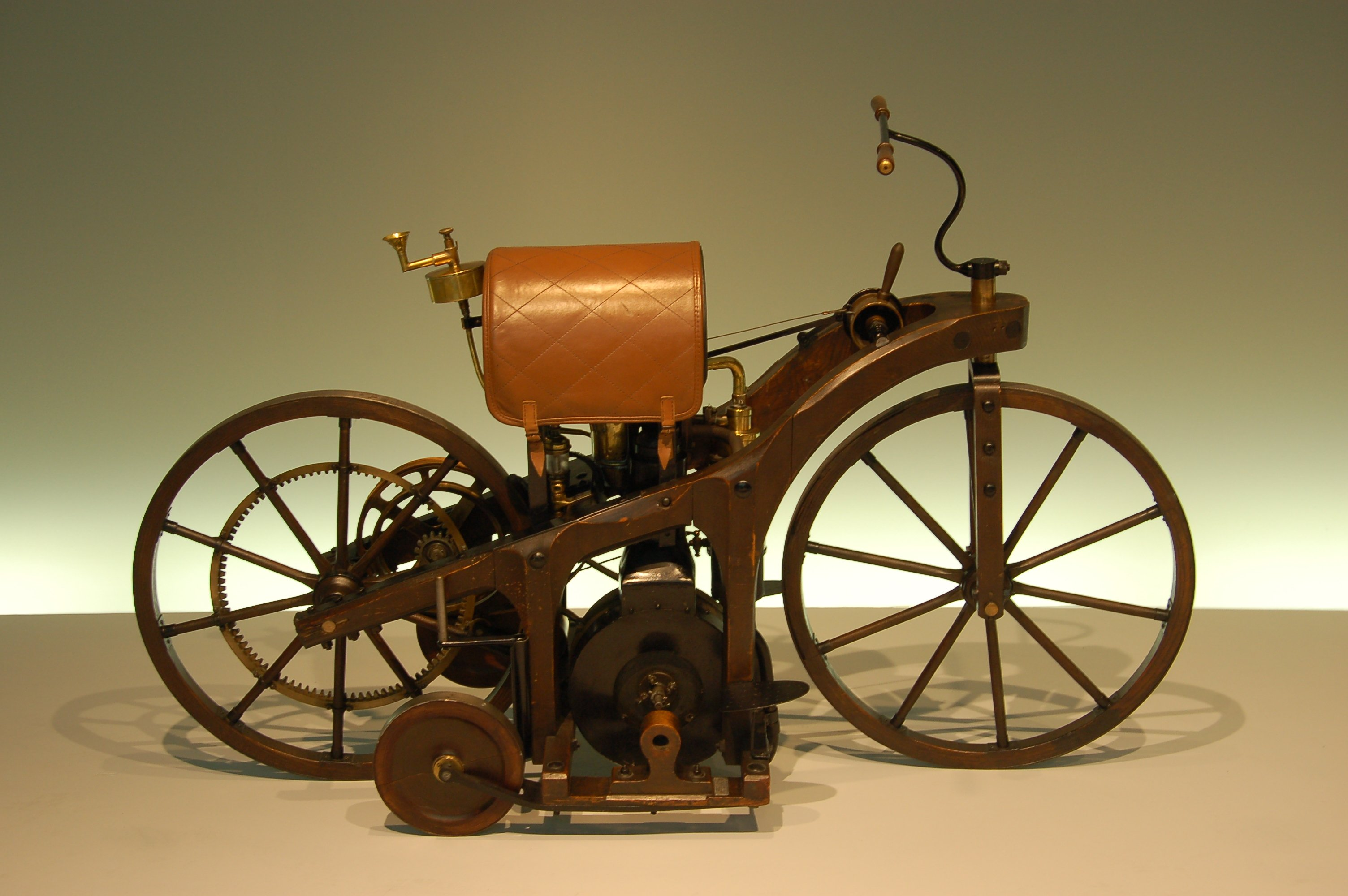
Daimlers motorcykel från 1885.

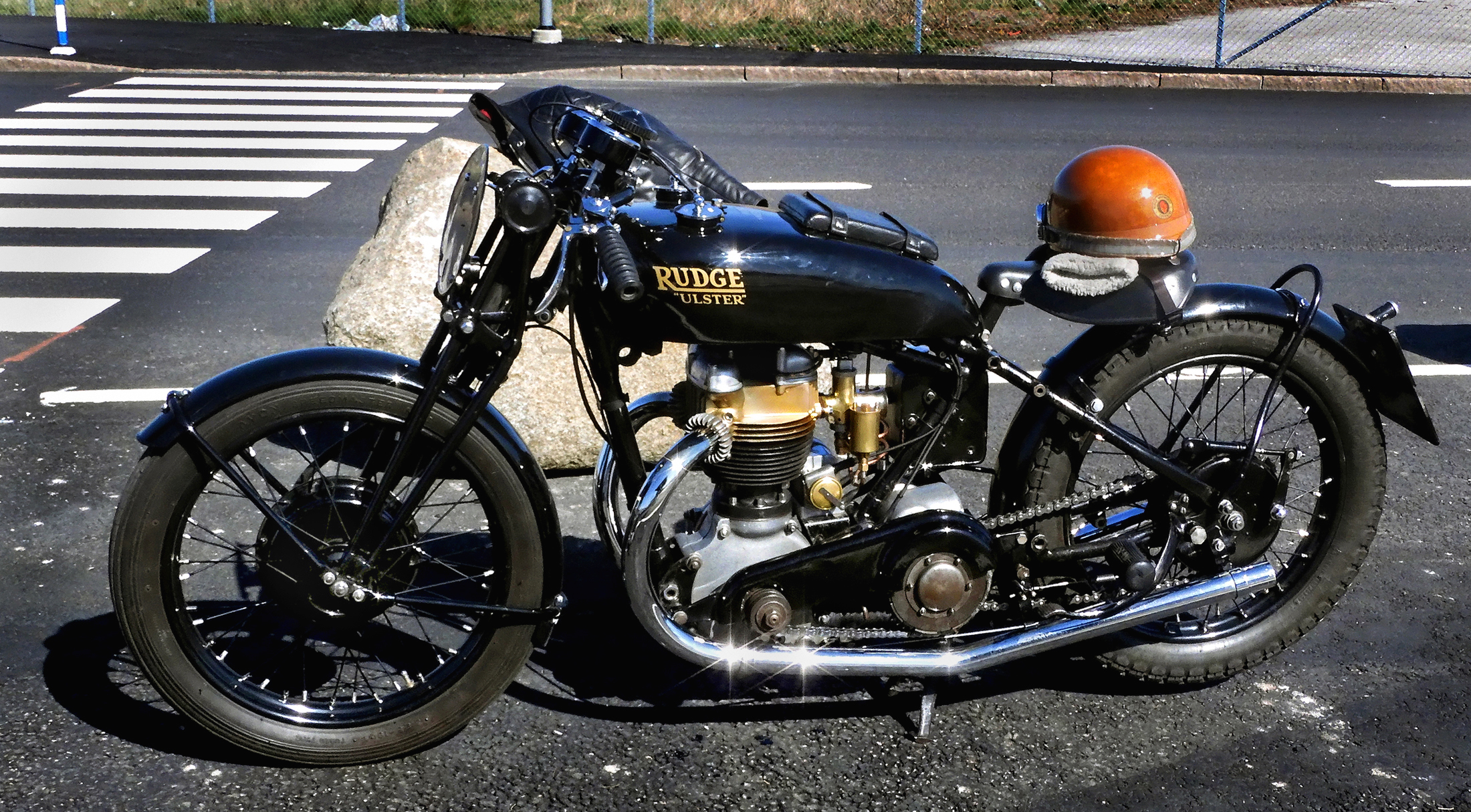
Rudge Ulster 500 cc från 1937.

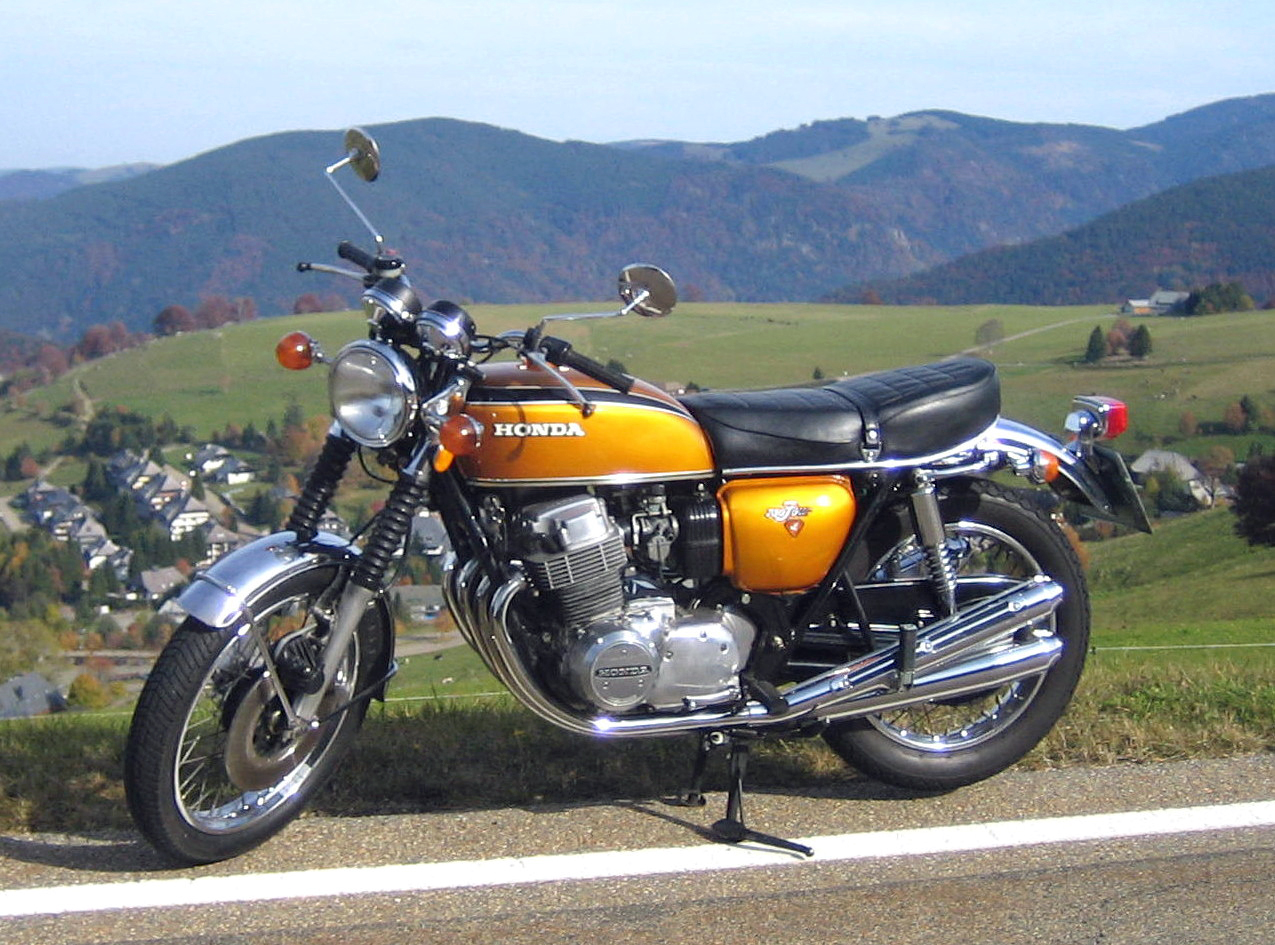
Honda CB750 från 1975.

Det tidigast kända försöket att konstruera en motorcykel gjordes 1868, då fransmannen L.G. Perreaux utan större framgång gav sig på att försöka driva en cykel med en liten, sadelmonterad ångmaskin. 1885 monterade Gottlieb Daimler en encylindrig bensinmotor i en tvåhjuling försedd med träram och hjul med stålskoning; konstruktionen var dock inte praktisk.
Den första praktiskt användbara motorcykeln var den trehjuling som fransmännen Albert de Dion och Georges Bouton byggde 1897.
Motorcyklar kom sedan att börja serietillverkas i såväl Europa som Nordamerika.
Under 1950- och 60-talen blev mikrobilar populära - täckta, trehjuliga motorcyklar som var ett billigare alternativ till bilar.
Efter andra världskriget har motorcykelns roll som transportmedel i hög grad övertagits av bilen. I utvecklingsländer är dock motorcykeln fortfarande ett vanligt transportmedel.
Från 1960-talet har den japanska motorcykelindustrin kommit att bli alltmer dominerande, med framgångsrika modeller som exempelvis Honda CB750.

## Konstruktion

En motorcykels delar: 1=nummerskylt, 2=skylthållare, 3=baklykta, 4=bakre körriktningsvisare, 5=passagerarhandtag, 6=sadel, 7=bränsletank, 8=gasreglage, 9=bromshandtag, 10=bromsvätskebehållare, 11=vindavvisare, 12=backspegel, 13=främre körriktningsvisare, 14=främre kåpa, 15=framlykta, 16=framgaffel, 17=stänkskärm, 18=fälg, 19=bromsskiva, 20=bromsok, 21=sidokåpa, 24=bromspedal, 25=avgasrör, 26=däck, 27=oljebehållare, 28=ljuddämpare.

En motorcykel är uppbyggd kring en bärande ram, vilken uppbär delar såsom motor, fram- och bakhjulsupphängning, bränsletank med mera. Motorn driver via en växellåda bakhjulet. Till skillnad från många cyklar är en modern motorcykel försedd med fjädring på båda hjulen.

### Bromssystem
En modern motorcykel har bromsar på båda hjulen. Till skillnad från en bil kan fram- och bakbroms i regel manövreras individuellt. Framhjulsbromsen manövreras med ett handtag på styrets högra del, och bakhjulsbromsen med en pedal på motorcykelns högra sida.

### Motor
En motorcykel har i regel en ottomotor. Denna kan vara uppbyggd enligt tvåtaktsprincipen, men fyrtaktsmotorer har blivit allt mer dominerande. Motorkonfigurationen varierar, och förutom encylindriga motorer används raka motorer, V-motorer och boxermotorer. Både luft- och vätskekylda motorer förekommer.

### Kraftöverföring
De flesta motorcyklar har manuell växellåda. Denna är placerad i anslutning till motorn och manövreras med ett fotreglage på motorcykelns vänstra sida. Kraftöverföringen mellan växellåda och bakhjul sker vanligen med en kedja, men kraftöverföring med kardanaxel eller kuggrem förekommer också.

## Definitioner och klasser

### Svensk lagdefinition av motorcykel
Nedan listas den svenska definition av motorcykel, enligt 1§ lagen (2001:559) om vägtrafikdefinitioner.
1. Ett motorfordon på två hjul eller tre symmetriskt placerade hjul som är konstruerat för en hastighet som överstiger 45 kilometer i timmen eller, om det drivs av en förbränningsmotor, denna har en slagvolym som överstiger 50 kubikcentimeter.
2. Ett motorfordon på fyra hjul och med en massa utan last som är högst 400 kilogram eller 550 kilogram om fordonet är inrättat för godsbefordran, och vars maximala nettomotoreffekt inte överstiger 15 kilowatt, dock inte moped.

Vid beräkningen av en motorcykels tjänstevikt skall i fråga om ett eldrivet fordon batterierna inte räknas in.

### Klassning av motorcyklar
I Sverige finns det tre klasser och de kräver olika typer av körkort. 
1. Lätt motorcykel, vars motor har en slagvolym av högst 125 cm³ och en effekt av högst 11 kW (cirka 14,9 hk) samt vars förhållande mellan effekt och vikt ej överstiger 0,10 kW/kg
2. Mellanstor motorcykel Motorcykel vars motoreffekt inte överstiger 35 kW samt vars förhållande mellan effekt och vikt ej överstiger 0,20 kW/kg samt att originaleffekten inte överstiger 70 kW
3. Tung motorcykel Motorcykel med obegränsad motoreffekt och vikt/effekt-förhållande.

## Körkortskrav
I Sverige finns tre behörighetsklasser av körkort för motorcykel:
1. A1 – lätt motorcykel, körkortsålder 16 år.
2. A2 - mellanklass motorcykel, körkortsålder 18 år (övningskörning från 17 år och 6 månader).
3. A  – Alla typer av motorcyklar, körkortsålder 24 år. Alternativt 20 år och innehaft körkort A2 under minst 2 år.

## Skyddsutrustning

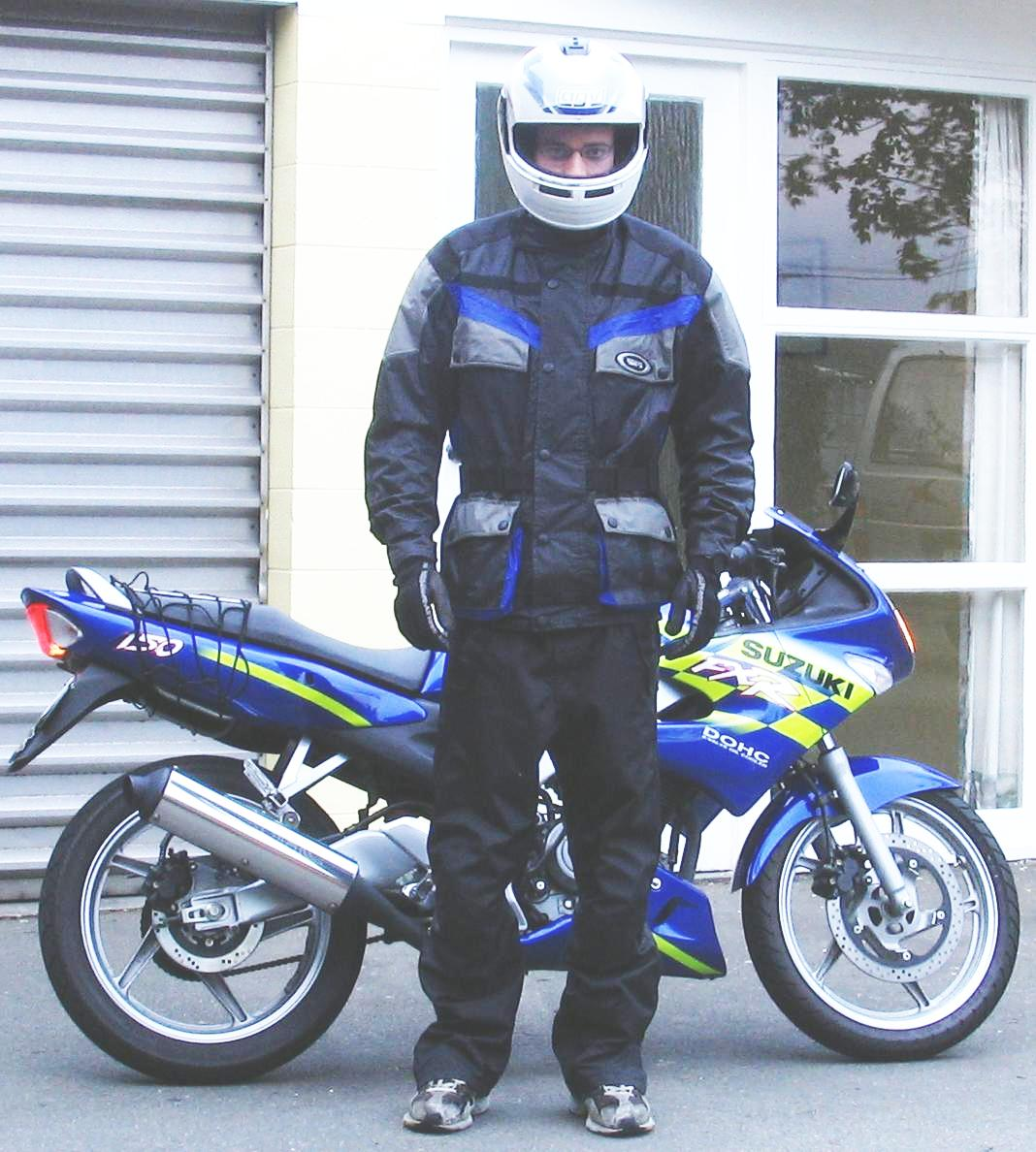
Skyddsutrustning vid motorcykelkörning.

Vanligtvis används speciella kläder som skyddar mot väder och vind, samt inte minst viktigt, som mekaniskt skydd vid eventuell olycka. 
I motorcykelns barndom användes ofta stora skinnjackor som – för att minska köldeffekten av fartvinden – fodrades med dagstidningar. Kraftiga läderstövlar var också vanliga, till skillnad mot skinnbyxor som inte slog igenom förrän på 1950-talet. 
De så kallade skinnställen har under 1990-talet alltmer kommit att ersättas av kläder i textilmaterial, som då de oftast är kombinerade med membran, bättre står mot regn och vind. Såväl textilkläder som skinnkläder har mycket varierande kvalitet, men de bästa textilplaggen kan enligt tillverkarna vara lika tåliga mot nötning, vid till exempel omkullkörning på asfalt, som skinnkläder. Dock bör tilläggas att vid tävling i exempelvis roadracing krävs skinnställ. Skinnställ och overaller har oftast inlägg av stretch i arm- och knäveck för att göra plagget mer komfortabelt. 
Ett foderskikt, som oftast är frihängande men även kan vara laminerat mot yttertyget, har till uppgift att inte släppa igenom vatten i flytande form utifrån. Vattenånga inifrån, till exempel från svett, släpps dock ut. Stället kan "andas". 
De flesta skyddskläder har extra förstärkningar på knä, höfter, armbågar och axlar. Om ordet "skydd" förekommer måste plagget vara CE-godkänt. Andra förstärkningar måste kallas för annat än skydd, till exempel inlägg. Ett ofta förekommande förstärkningsmaterial är Kevlar. För att skydda ryggen bättre från skador vid en olycka kan ryggskydd direkt i skinnstället, eller som ett separat skydd under skinnstället användas. På senare år finns också nackskydd att spänna fast mot axlarna och runt bålen för att förhindra för snabba kast med huvudet vid en olycka. 
Den enda skyddsutrustning som är obligatorisk enligt lag är hjälmen. För vissa motorsporter är kraven betydligt hårdare, liksom för militära förare där utöver hjälm även ryggskydd, knäskydd, mc-handskar, mc-kängor och heltäckande mc-ställ måste användas. Vissa försäkringsbolag kräver en mer omfattande skyddsutrustning än den lagstadgade för att inte en högre självrisk ska tas ut vid olycka.

## Olika typer av motorcyklar
- Sportmotorcykel kallas normalt en motorcykel utvecklad med stil och prestanda som anknyter till tävlingsmotorcyklar för roadracing.
- Glidare är motorcyklar designade efter Harley-Davidsons koncept med avspänd körställning och lugn körning. Kallas även custom[9]. De brukar ha en tämligen lågvarvig V2-motor som kan vara antingen luft- eller vätskekyld.
- Touringmaskiner är motorcyklar designade för bekväma långturer med väl skyddad förare.
- Off-road, även kallad dual-sport är en motorcykel registrerad för landsvägskörning med hög markfrigång som går att köra på mycket dåliga grus- och skogsvägar.
- Äventyrsmotorcykel ibland även kallade off-road tourer är off-road-motorcyklar med kåpa i Paris/Dakar-stil. Klassen startade med motorcyklar som ofta var på 500-650 cc, men idag blir större cylindervolymer på 700-1300 kubik allt vanligare. Äventyrsmotorcyklar har väl tilltagen fjädring och hög markfrigång, men vikten är idag inte sällan dubbelt så hög som en crossmotorcykel eller högre. De används ofta för långturer på vägar med varierande kvalitet, från Autobahn till kostigar.
- Tävlingsmaskiner för motocross, enduro, trial, speedway, supermoto och roadracing.
- Street är vad man skulle kunna kalla en vanlig motorcykel; den kan vara naken eller försedd med kåpa (oftast av mindre modell).
- Trike är motorcykel, oftast i stil glidare eller chopper, med två hjul bak och ett hjul fram. Får i Sverige köras på A- eller B-körkort.
- Roadster eller trehjuling är motorcykel, oftast i stil sport eller touring, med ett hjul bak och två hjul fram. T.ex. Can-Am Spyder. Får i Sverige köras på A- eller B-körkort.
- Skoter ("scooter") är en typ av mopeder och motorcyklar med upprätt körposition och step through-design med golv istället för fotpinnar eller fotplattor. Skotrar har idag oftast automatväxel, små hjul och helkåpa. Senare års scootrar närmar sig dock vanliga motorcyklar mer och mer i utseende och prestanda. Skoter kallas även "vespa", vilket är ett varumärkesord (Vespa är en modellserie av skotrar tillverkade av Piaggio).
- Modifierade, till exempel chopper, bobber eller caféracer.

## Kända motorcykeltillverkare
Fyra stora japanska företag dominerar marknaden idag:
- Honda
- Yamaha
- Suzuki
- Kawasaki

Därutöver märks bland andra:
- BMW, Tyskland
- KTM, Österrike
- Triumph, Storbritannien
- Norton, Storbritannien
- Ducati, Italien
- Cagiva, Italien
- Harley-Davidson, USA
- Royal Enfield, Indien

Svenska (ej nedlagda) motorcykelmärken är:
- Husqvarna
- Husaberg
- Highland motors

De tillverkar motocross, enduro och supermotarder.
För andra motorcykeltillverkare, se Alfabetisk lista över motorcykelmärken.